# جولي فيغا
جولي فيغا هي عارضة ومغنية وممثلة فلبينية، ولدت في 21 مايو 1968 في الفلبين، وتوفيت بنفس المكان في 6 مايو 1985. من الجوائز التي نالتها جائزة فاماس ‏.

## جوائز
- جائزة فاماس [الإنجليزية]‏

## وصلات خارجية
- جولي فيغا على موقع IMDb (الإنجليزية)
- جولي فيغا على موقع ميوزك برينز (الإنجليزية)
- جولي فيغا على موقع قاعدة بيانات الفيلم (الإنجليزية)